# Venance Zézé
Zézéto, właśc. Venance Zézé (ur. 17 czerwca 1981 w Abidżanie) – iworyjski piłkarz, grający na pozycji napastnika, reprezentant Wybrzeża Kości Słoniowej.

## Kariera piłkarska

### Kariera klubowa
Swoje pierwsze piłkarskie kroki stawiał w zespole ASEC Mimosas, w którym rozpoczął w 2000 karierę piłkarską. W 2001 wyjechał do Belgii, gdzie został piłkarzem KSK Beveren. W sezonie 2003/04 kupiony za 150 tys.euro do KAA Gent, po czym został wypożyczony do FC Brussels. W 2005 powrócił do KSK Beveren. W 2006 wyjechał do Ukrainy, gdzie zasilił skład Metałurha Donieck. Latem 2007 został wypożyczony do Metalista Charków, a 14 grudnia 2007 Metalist podpisał z nim 3,5-letni kontrakt. W marcu 2010 został wypożyczony do FF Jaro.

### Kariera reprezentacyjna
W latach 2000–2002 rozegrał 20 gier w narodowej reprezentacji Wybrzeża Kości Słoniowej.

## Sukcesy i odznaczenia

### Sukcesy klubowe
- brązowy medalista Mistrzostw Ukrainy: 2007, 2008, 2009